# Anna Atkins
Anna Atkins, nata Anna Children (Tonbridge, 16 marzo 1799 – Sevenoaks, 9 giugno 1871), è stata una botanica e fotografa inglese.
È spesso considerata la prima persona ad aver pubblicato un libro illustrato con immagini fotografiche, mentre alcune fonti affermano che è stata la prima donna a creare una fotografia.

## Biografia
Atkins nacque a Tonbridge nel Kent, nel 1799. Sua madre, Hester Anne Children, non si riprese dalle conseguenze del parto e morì nel 1800. Suo padre, John George Children, era uno studioso di scienza che divenne membro della Royal Society nel 1807, fu poi, dal 1816 al 1840, bibliotecario del British Museum e dal 1820 al 1830 segretario della Royal Society. Anna ricevette un'educazione insolitamente scientifica per una donna del suo tempo. Le sue dettagliate incisioni di conchiglie, furono usate per illustrare la traduzione fatta dal padre dell'opera Genera of Shells scritta da Jean-Baptiste de Lamarck.
Nel 1825, dopo il matrimonio con John Pelly Atkins, un mercante londinese dell'India occidentale, si trasferì con lui a Halstead Place, casa di famiglia del marito, a Sevenoaks nel Kent. La coppia non ebbe figli. Anna Atkins perseguì i suoi interessi nella botanica raccogliendo piante essiccate che furono probabilmente usate come soggetti fotografici successivamente. Fu eletta membro della London Botanical Society nel 1839.

## Fotografia
Anna Atkins ebbe modo di apprendere direttamente da William Fox Talbot, grazie all'amicizia sia del padre che del marito di lei col pioniere della fotografia, di due sue invenzioni: la tecnica del disegno fotogenico o carta salata (in cui si ricava un'immagine fotografica ponendo un oggetto su carta fotosensibile esposta alla luce) e il procedimento fotografico della calotipia.
Anna Atkins si avvicinò alla fotografia nel 1841 in seguito all'acquisto di una fotocamera. Alcune fonti affermano che Atkins fu la prima fotografa donna, altre affermano che la prima fotografa fu Constance Talbot, moglie di William Fox Talbot. Poiché non esistono più fotografie scattate da Anna Atkins o da Constance Talbot, il dubbio non può più essere risolto.

## Photographs of British Algae: Cyanotype Impressions

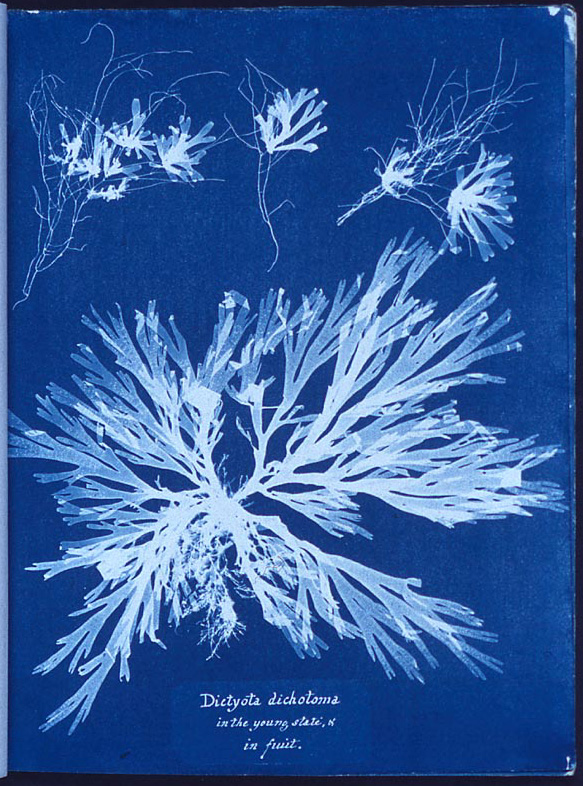
Cianotipia di un'alga, la Dictyota dichotoma, fatta da Anna Atkins e pubblicata nel suo libro del 1843: Photographs of British Algae: Cyanotype Impressions

Sir John Herschel, amico di famiglia, inventò la cianotipia nel 1842; nel giro di un anno, Anna Atkins applicò il processo alle alghe, in particolare a quelle marine.

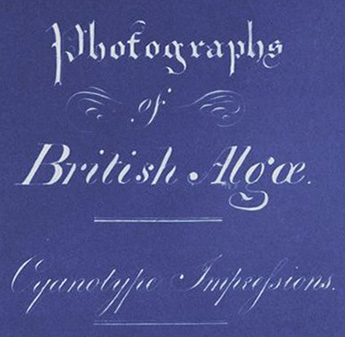
Dettaglio della pagina del titolo di Photographs of British Algae: Cyanotype Impressions

Atkins pubblicò le proprie fotografie nella prima edizione di Photographs of British Algae: Cyanotype Impressions nell'ottobre del 1843. Benché sia stata pubblicata privatamente, in un numero limitato di copie e con testo scritto a mano, quest'opera è considerata il primo libro illustrato con immagini fotografiche.
Otto mesi dopo, nel giugno del 1844, fu pubblicato il primo fascicolo di The Pencil of Nature di William Henry Fox Talbot. Quel libro è considerato "il primo libro commerciale illustrato fotograficamente".
Anna Atkins ha prodotto un totale di tre volumi di Photographs of British Algae: Cyanotype Impressions tra il 1843 e il 1853. Esistono solo 17 copie del libro, in vari stati di completezza. Alcune di queste copie sono presenti negli archivi delle seguenti istituzioni:
- British Library, Londra[23]
- Kelvingrove Art Gallery and Museum, Glasgow, Scotland.[24]
- Metropolitan Museum of Art, New York.[25]
- New York Public Library,[26][27]
- Royal Society, London[22][28]
- Victoria & Albert Museum Londra.
- Linnean Society of London,[29]

A causa della rarità del libro e della sua importanza storica, le copie di questi libri risultano molto costose. Una copia del libro con 411 lastre in tre volumi è stata venduta all'asta nel 1996 per 133 500 £. Un'altra copia, che era appartenuta allo scienziato e antiquario Robert Hunt, fu venduta all'asta nel 2004 per 229 250 £.

## Maturità e opere

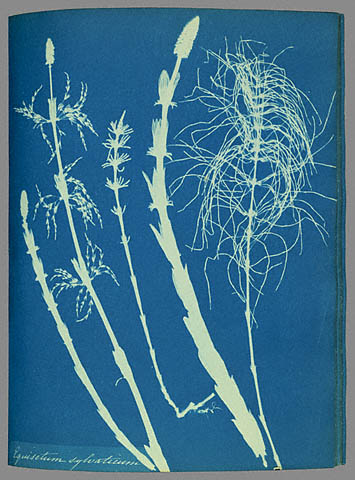
Cianotipia di Equiseto selvatico dal libro del 1853 Cyanotypes of British and Foreign Ferns di Atkins e Dixon

Negli anni '50 dell'Ottocento collaborò con Anne Dixon, che fu sua cara amica, producendo almeno tre album di cianotipi:
- Cyanotypes of British and Foreign Ferns (1853), conservato al J. Paul Getty Museum
- Cyanotypes of British and Foreign Flowering Plants and Ferns (1854), le cui pagine sono conservate in vari musei e collezioni
- un album dedicato a "Captain Henry Dixon", il nipote di Anne Dixon (1861)

Pubblicò inoltre anche dei libri non fotografici.
Atkins conservò alghe, felci e altre piante che usò per i suoi lavori; nel 1865 donò l'intera collezione al British Museum.
Morì a Halstead Place nel 1871 all'età di 72 anni.

## Opere
- Anna Atkins, The Perils of Fashion, London, Colburn and Co, 2013  [1853], ISBN 978-1-230-43184-0, OCLC 220806058.
- Anna Atkins, The Colonel: a story of fashionable life. By the author of "The Perils of Fashion", London, Hurst & Blackett, 1853, OCLC 264999460.
- Anna Atkins, Memoir of J. C. Children, including some unpublished poetry by his father and himself, London, John Bowye Nichols and Sons, 1853.
- Anna Atkins, Murder will Out: a story of real life. By the author of "The Colonel", etc, London, Routledge, Warne, & Routledge, 1859.
- Anna Atkins, A Page from the Peerage. By the author of "The Colonel", London, T. Cautley Newby, 1863.